# Takuya Ōta
Takuya Ota (né le 2 janvier 1970) est un lutteur japonais spécialiste de la lutte libre. Il participe aux Jeux olympiques d'été de 1996 en combattant dans la catégorie des -74 kg. Il y décroche la médaille de bronze.

## Palmarès

### Jeux olympiques
- Jeux olympiques de 1996 à Atlanta,  États-Unis
  -  Médaille de bronze